# طواف كولومبيا 2010
طواف كولومبيا 2010 هو سباق دراجات هوائية أقيم بتاريخ أغسطس 1 – أغسطس 15، تكون السباق من 14 مرحلة وامتدّ لمسافة 2057.2 كم بسرعة 38.2379 كم/س، استغرق السباق 53 ساعة 48 دقيقة 21 ثانية.